# Desna (Dnjepar)
Desna (ukr. Десна) je rijeka u sjeveroistočnoj Ukrajini i Rusiji, pritok Dnjepra dug 1.130 km. Površina slijeva iznosi 88.900 km². 
U Ukrajini, širina rijeke varira od 60 do 250 metara, prosječne dubine od 3 metra. Srednji godišnji protok vode je 360 m³/s. Rijeka smrzava od početka prosinca do početka travnja, a plovna od Novgorod-Siverevskog što ukupno iznosi oko 535 km.

## Tok
Desna izvire u Smolenskim brdima u Smolenskoj oblasti u Rusiji. Rijeka izvire jugoistočno od grada Smolenska i nedaleko od grada Jelnja u šumi kod sela Naleti. Desna potom teče na jug kroz niske močvarne doline prema gradu Brjansku.
Nakon ušća rijeke Sejm blizu rusko-ukrajinske granice, rijeka se tada širi, dijeleći se na više manjih grana. Njezina desna obala opada opet u blizini grada Černihiva, a opet u neposrednoj blizini jednog od svojih pritoka Oster, gdje Desna nastavlja svoj tok preko niskoga, blatnog područja sve dok konačnog ušća u Dnjepar i blizi Kijeva.

## Vanjske poveznice
|  | Zajednički poslužitelj ima još gradiva o temi Desna (Dnjepar) |

- Rijeka Desna Enciklopedija Ukrajine